# Peisaj lângă Figueras
Peisaj lângă Figueras este o pictură realizată în 1910 de pictorul spaniol Salvador Dalí. Aceasta este una dintre cele mai vechi lucrări cunoscute ale lui Dalí, fiind realizată când avea aproximativ șase ani.

## Istorie și descriere
La începutul carierei sale, principala influență a lui Dalí a fost mișcarea impresionistă. Această pictură este unul dintre cele mai pure exemple ale perioadei sale impresioniste. În următorii zece ani, a folosit culori și iluminări din ce în ce mai strălucitoare, până în anii 1920, când a început să creeze compoziții cubiste și suprarealiste.
Această lucrare a fost realizată în timpul primei sale „Perioade de Dezvoltare”, care a durat aproximativ până în 1928–1929. Acest interval precede suprarealismul, iar în această perioadă Dalí a imitat și a stăpânit stilurile artistice existente, în special barocul, clasicismul, impresionismul și cubismul. Prin urmare, lucrarea reflectă interesul său timpuriu pentru impresionism.
Peisaj lângă Figueras a fost pictată în ulei pe o carte poștală de 14 x 9 cm. Cerul a fost pictat subțire, permițând ca o parte din designul cărții poștale să fie vizibilă. A făcut parte din colecția privată a lui Albert Field din Astoria, Queens, New York, dar acum face parte din colecția permanentă a Muzeului Salvador Dalí din St. Petersburg, Florida.